# 渡邊ダイスケ
渡邊 ダイスケ（わたなべ ダイスケ、1974年11月5日 - ）は、日本の漫画家。男性。神奈川県出身。作品に『善悪の屑』、『外道の歌』がある。

## 来歴
2008年、第59回ちばてつや賞優秀新人賞受賞。
2012年、『ヤングマガジン』（講談社）にて『半獣』を連載開始。
2013年、『ヤングキング』（少年画報社）にて『スフェリコン』を連載開始。同年発行されたヤングキング増刊『ヤングキングGIRI』にて読切りとして『善悪の屑』を掲載したのち、2014年に『ヤングキング』本誌にて集中連載開始。同年末より本格連載。2016年、同誌8号より『善悪の屑』第2部にあたる『外道の歌』を連載開始した。

## 作品リスト

### 漫画作品
- 半獣（『ヤングマガジン』2012年内[3]）
- スフェリコン（『ヤングキング』2013年 - ）
- 善悪の屑
  - 読み切り版（『ヤングキングGIRI』2013年[4]）
  - 連載版（『ヤングキング』2014年10号[5] - 2016年7号）
- 外道の歌（『ヤングキング』2016年8号 - 2023年5号[5]） - 『善悪の屑』の第2部にあたる[6]。
- 園田の歌  - 『外道の歌』のスピンオフ作品[7]。原作担当。作画は永田諒。
  - 読み切り版（『ヤングキングBLACK』2018年[7]）
  - 連載版（『ヤングキングBULL』2018年9月号[8] - 2019年8月号→『ヤングキング』2019年21号 - 2022年4号[9]）
- 朝食会 RISE OF BREAKFAST CLUB（作画：小林拓己、『ヤングキングBULL』2020年6月号[10] - 連載中） - 『外道の歌』のスピンオフ作品[10]。原案担当。
- 近野智夏の腐じょうな日常（作画：大羽隆廣、『ヤングキング』2023年7号[11] - 連載中） - 『外道の歌』のスピンオフ作品[11]。原作担当。
- 外道外伝（漫画：楠本哲、『ヤングキングBULL』2024年2号[12] - 連載中） - 『外道の歌』のスピンオフ作品[12]。原作・監修担当[12]。
- 補足：スピンオフ作品「園田の歌」と「近野智夏の腐じょうな日常」は脚本、ストーリーを担当しているが「朝食会」はキャラクター設定のみ担当。また「外道外伝」は第一エピソードは監修のみで、それ以降のエピソードはプロット脚本を書いている。

### 書籍
- 『半獣』、講談社〈ヤングマガジンコミックス〉2012年、全2巻
- 『スフェリコン』、少年画報社〈ヤングキングコミックス〉2013年、既刊1巻、未完
  - （新装版）少年画報社〈ヤングキングコミックス〉2017年[13]、全1巻
- 『善悪の屑』、少年画報社〈ヤングキングコミックス〉2014年 - 2016年、全5巻
- 『外道の歌』、少年画報社〈ヤングキングコミックス〉2016年[6] - 2023年、全15巻
- 『園田の歌』、少年画報社〈ヤングキングコミックス〉2018年 - 2022年、全6巻
- 『朝食会』、少年画報社〈ヤングキングコミックス〉2020年[14] - 刊行中、既刊9巻（2025年2月25日現在）
- 『近野智夏の腐じょうな日常』、少年画報社〈ヤングキングコミックス〉2023年[15] - 刊行中、既刊6巻（2025年4月28日現在）